# Мариновский, Януш
Я́нуш Марино́вский (род. 21 июля 1965 года в Варшаве) — польский музыкант, руководитель оркестра Sinfonia Varsovia.

## Биография
Выпускник Музыкальной Академии имени Фредерика Шопена в Варшаве по классу контрабаса профессора Тадеуша Пельчара. С 1987 года связан с оркестром Sinfonia Varsovia, в котором был контрабасистом, инспектором оркестра и ассистентом Францишека Выбраньчика — директора оркестра.
С 2004 года занимает должность директора оркестра Sinfonia Varsovia. Благодаря его усилиям с 1 января 2008 года оркестр стал самоуправлящимся учреждением культуры.
Увлекается фотографией. Уже много лет фотографирует выдающихся музыкантов.

## Награды
- медаль «За заслуги в развитии Столичного Города Варшавы» (2009).
- Серебряный Крест Заслуги (2011).
- Премия имени Норвида (2012)[3].
- Бронзовая медаль «За заслуги в культуре Gloria Artis» (2015)[4].
- Кавалер ордена искусств и литературы (2018, Франция)[5].